# Biharia
Biharia là một xã thuộc hạt Bihor, România. Dân số thời điểm năm 2002 là 5879 người.